# Вольфган Вальстер
Вольфган Вальстер (нім. Wolfgang Wahlster) — професор, завідувач кафедри на факультеті інформатики в Університеті Саарбрюкена. Галузь наукових інтересів: штучний інтелект і математична лінгвістика. Одна зі спеціалізацій — інтелігентні користувацькі інтерфейси. Керує Німецьким Центром Штучного Інтелекту в Саарбрюкені. З 2003 року член Королівської академії наук Швеції.